# Ингрэм, Джон Келлс
Джон Келлс И́нгрэм (англ. John Kells Ingram, 7 июля 1823 — 1 мая 1907, Дублин, Ирландия) — ирландский поэт и экономист, известный также как историк экономических учений.

## Биография
В 1840 г. оставлен при Дублинском университете для усовершенствования, сделался там же преподавателем ораторского искусства и английской литературы с 1852 г., ординарным профессором греческого языка с 1866 г.; с 1879 г. состоял библиотекарем; в 1878 г. был президентом экономического отдела Британской ассоциации наук. Состоял вице-президентом Ирландской академии наук и одним из заведующих (Trustees) Национальной ирландской библиотекой.
В качестве члена одного из конгрессов рабочих союзов написал доклад «Work and Workman» (1880).

### Стихи
- 1843 — The Memory of the Dead, 1843
- 1897 — Love and Sorrow, priv., Dublin 1897
- 1900 — Sonnets and Other Poems. A. and C. Black, London 1900 online.

### Экономические работы
- 1878 — Considerations on the State of Ireland, Ponsonby, Dublin 1864
- 1888 — A History of Political Economy. Edinburgh — London: Adam and Charles Black, 1888; New York: Macmillan, 1894. online (недоступная ссылка)[2].
  - История политической экономии / Перевод с англ. под редакцией и с предисл. И. И. Янжула. — М.: издание К. Т. Солдатенкова : Тип. М. П. Щепкина, 1891. — 322 с.
- 1895 — A History of Slavery and Serfdom — London: Adam and Charles Black; New York: Macmillan, 1895 (reprinted Lightning Source (2007) ISBN 1430443901).
  - История рабства, от древнейших до новых времен / Пер. с англ. З. Журавской; С доп. из трудов Валлона, Турманя, Рамбо и Лависса в пер. Н. П. Новоборской. — СПб., 1896. — 334 с.
- Human Nature and Morals According to Auguste Comte. — London: A. & C. Black, 1901. online.
- 1900 — Outlines of history of religion, London 1900
- 1904 — Practical Morals. A Treatise on Universal Education, London 1904
- 1905 — The Final Transition. A Sociological Study, London 1905